# Wilhelm Rufli
Wilhelm Rufli (Bremgarten, 1911. december 1. – 1993. január 9.) svájci nemzetközi labdarúgó-játékvezető. Teljes neve Wilhelm (Willi) Rufli.

## Pályafutása

### Nemzeti játékvezetés
Az I. Liga játékvezetőjeként 1955-ben vonult vissza.

### Nemzetközi játékvezetés
A Svájci labdarúgó-szövetség  Játékvezető Bizottsága (JB) terjesztette fel nemzetközi játékvezetőnek, a Nemzetközi Labdarúgó-szövetség (FIFA) 1951-től tartotta nyilván bírói keretében. A FIFA JB központi nyelvei közül a németet beszélte. Több nemzetek közötti válogatott és klubmérkőzést vezetett, vagy működő társának partbíróként segített. A svájci nemzetközi játékvezetők rangsorában, a világbajnokság-Európa-bajnokság sorrendjében többedmagával a 32. helyet foglalja el 1 találkozó szolgálatával. Az aktív nemzetközi játékvezetéstől 1955-ben búcsúzott. Válogatott mérkőzéseinek száma: 2.

#### Labdarúgó-világbajnokság
A világbajnoki döntőkhöz vezető úton Svájcba az V., az 1954-es labdarúgó-világbajnokságra a FIFA JB partbíróként alkalmazta. Egy csoportmérkőzésen második számú partbíróként tevékenykedett. Partbírói mérkőzéseinek száma világbajnokságon: 1.

##### 1954-es labdarúgó-világbajnokság

###### Selejtező mérkőzés
| Időpont           | Helyszín                    | Mérkőzés típusa            | Mérkőzés                | Eredmény |
| ----------------- | --------------------------- | -------------------------- | ----------------------- | -------- |
| 1954. március 28. | Nikos Goumas Stadion, Athén | előselejtező (10. csoport) | Görögország–Jugoszlávia | 0 – 1    |

###### Világbajnoki mérkőzés
csoportmérkőzés
| Időpont          | Helyszín                 | Mérkőzés típusa              | Mérkőzés       | Játékvezető    | Eredmény | Nézők száma |
| ---------------- | ------------------------ | ---------------------------- | -------------- | -------------- | -------- | ----------- |
| 1954. június 17. | St. Jakob Stadion, Bázel | csoportmérkőzés (D. csoport) | Anglia–Belgium | Emil Schmetzer | 4 – 4    | 15 000      |

## Sportvezetőként
Az aktív pályafutását befejezve lakókörzetében működő Játékvezető Bizottság elnökeként tevékenykedett.